# Kościół Trójcy Przenajświętszej w Dokszycach
Kościół Trójcy Przenajświętszej w Dokszycach – kościół parafialny w Dokszycach na Białorusi.

## Historia
W 1991 roku rozpoczęto budowę nowego kościoła na obrzeżu miasta, na miejscu katolickiego cmentarza zniszczonego przez władze sowieckie w 1940 roku. 14 października 1991 roku arcybiskup archidiecezji mińsko-mohylewskiej Kazimierz Świątek poświęcił kamień węgielny, a 4 października 1995 roku świątynię poświęcił nuncjusz apostolski na Białorusi arcybiskup Agostino Marchetto.

## Architektura
Kościół zbudowano z licowanej cegły w stylu neoromańskim. Wewnątrz położono marmurową podłogę i sufit z drewna świerkowego. Kościół jest jednonawowy. Trójkondygnacyjna wieża została wbudowana w budynek, zawieszono w niej dwa dzwony ważące 40 i 120 kg. Wieża jest zakończona krzyżem, a dach pokryto miedzią.
Od południa do kościoła przylega dwukondygnacyjny budynek klasztoru kapucynów. Na północ od świątyni w latach 2001–2003 wzniesiono budynek klasztoru wspólnoty Sióstr Adoratorek Krwi Chrystusa.